# 棉鳧
棉凫（Nettapus coromandelianus）又名棉鳧或南京鴛鴦，是一種小型的樹鴨，分布於亞洲、東南亞，並延伸至昆士蘭南部和東部，在當地有時稱為白翅棉小雁。牠們是世界上最小的水禽之一，通常棲息於具有良好水生植物的小至大型水域中。通常以配對或多對的形式出現，棲息和築巢於靠近水域的樹木上。牠們是強健的飛行者，尤其在冬季時，牠們會廣泛分散。牠們的繁殖季節通常與雨季一致。

## 分類學
棉鴨於1789年由德國博物學家約翰·弗里德里希·格梅林在他修訂並擴充的卡爾·林奈的Systema Naturae中正式描述。他將其與鴨、天鵝和雁一起歸入鴨屬（Anas），並創造了雙名Anas coromandeliana。 格梅林的描述基於1783年由法國博物學家喬治-路易·勒克萊爾·德·布豐在他的《鳥類的自然史》（Histoire Naturelle des Oiseaux）中描述的「科羅曼德爾的矮鴨（La Sarcelle de Coromandel）」。 手工著色的圖版則是分開發表的。 棉鴨現時被歸入於1836年由德國博物學家約翰·弗里德里希·馮·勃蘭特引入的棉鴨屬（Nettapus）中的三個物種之一。 這個屬名源自古希臘語nētta，意指「鴨」，而pous意指「腳」。 這個屬的物種具有兩性異形，而棉鴨是唯一在非繁殖季節中雄性有明顯不同羽毛的物種。
已確認有兩個亞種。 指名亞種分布於印度、亞洲，向東延伸至新幾內亞。澳大利亞東部的族群被歸入1842年由約翰·古爾德首次描述的亞種albipennis，該亞種的尺寸略大。

## 描述

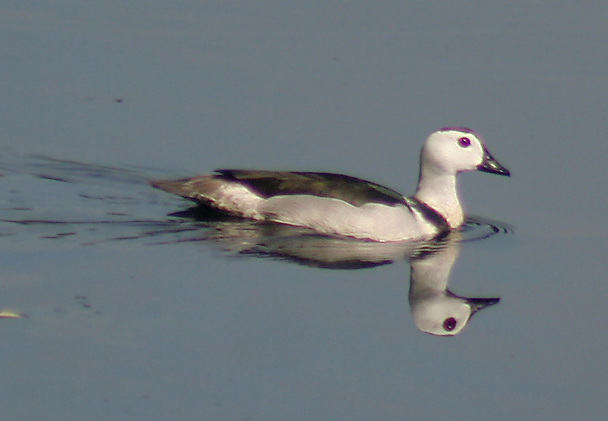
印度加爾各答的雄性棉鴨。

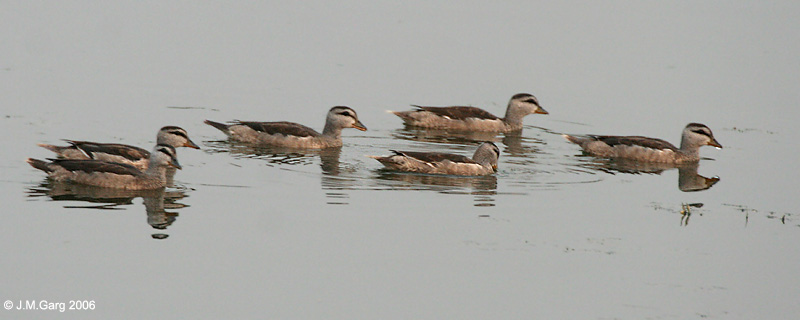
印度哈里亞納邦的雌性棉鴨。

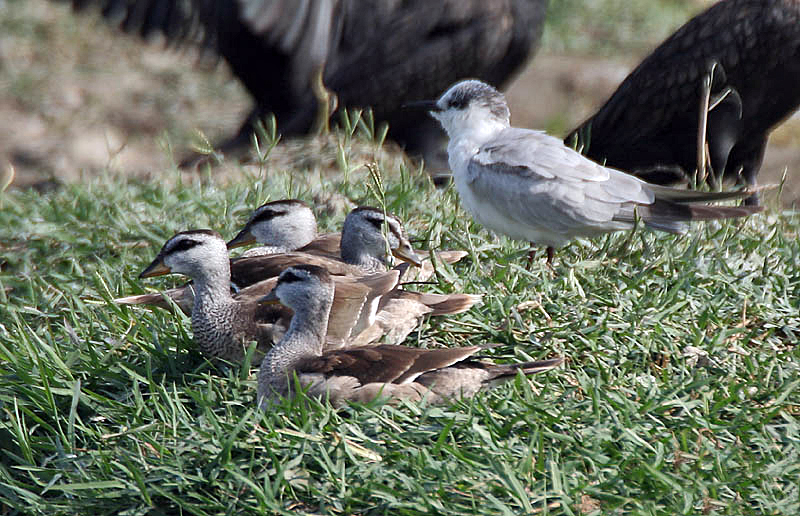
與黑腹燕鷗一起休息的雌性棉鴨。

棉鴨可算是世界上最細小的水鳥，體重僅160 g（5.6 oz），體長26 cm（10英寸）。。牠們的羽毛主要呈白色。鳥喙短而像鵝的喙，底部較深。雄性具有深棕色的額頭和頭頂，頸基部有黑綠色的寬領。頭部和頸部兩側呈白色。背部、翼覆羽和肩羽為深棕色，具有綠色和紫色光澤。雌性則有較暗的頂冠和穿過眼部的棕色條紋。領部被斑點取代，面部有斑點，頸部有細的波紋狀條紋，與雄性不同。非繁殖期或換羽期的雄性與雌性相似，但擁有更寬的白色翼帶。雄性具有帶黑色邊緣的白色飛羽，而雌性則有深色的翼與白色次級飛羽後緣及少數內側初級飛羽。
雄性棉鴨繁殖時毛色有黑綠色光澤，頭部、頸部及下身主要呈白色，有明顯的黑色頸圈及白色的覆尾羽。頭圓及腳短。飛行時，雄鳥雙翼呈綠色及有白帶，在大群樹鴨中亦易於確認。雌鳥較淡色，沒有黑色頸圈，只有窄小的白色覆尾羽。在非繁殖期間，雄鳥的羽毛與雌性的相似。牠們擁有紅色的虹膜和黑色的腿（繁殖期雄性為綠色）以及喙。 後趾狹窄，且有裂片。鼻孔小且橢圓，位於喙的合縫基部附近。
幼鳥具有白色的眉紋，並在黑色的頭部後方匯合。白色臉上有一條短的深色眼紋。頸背為灰色，肩部有灰棕色，並且肩羽上有兩個白色斑塊。尾部為深灰至黑色。腹面為淡黃色。

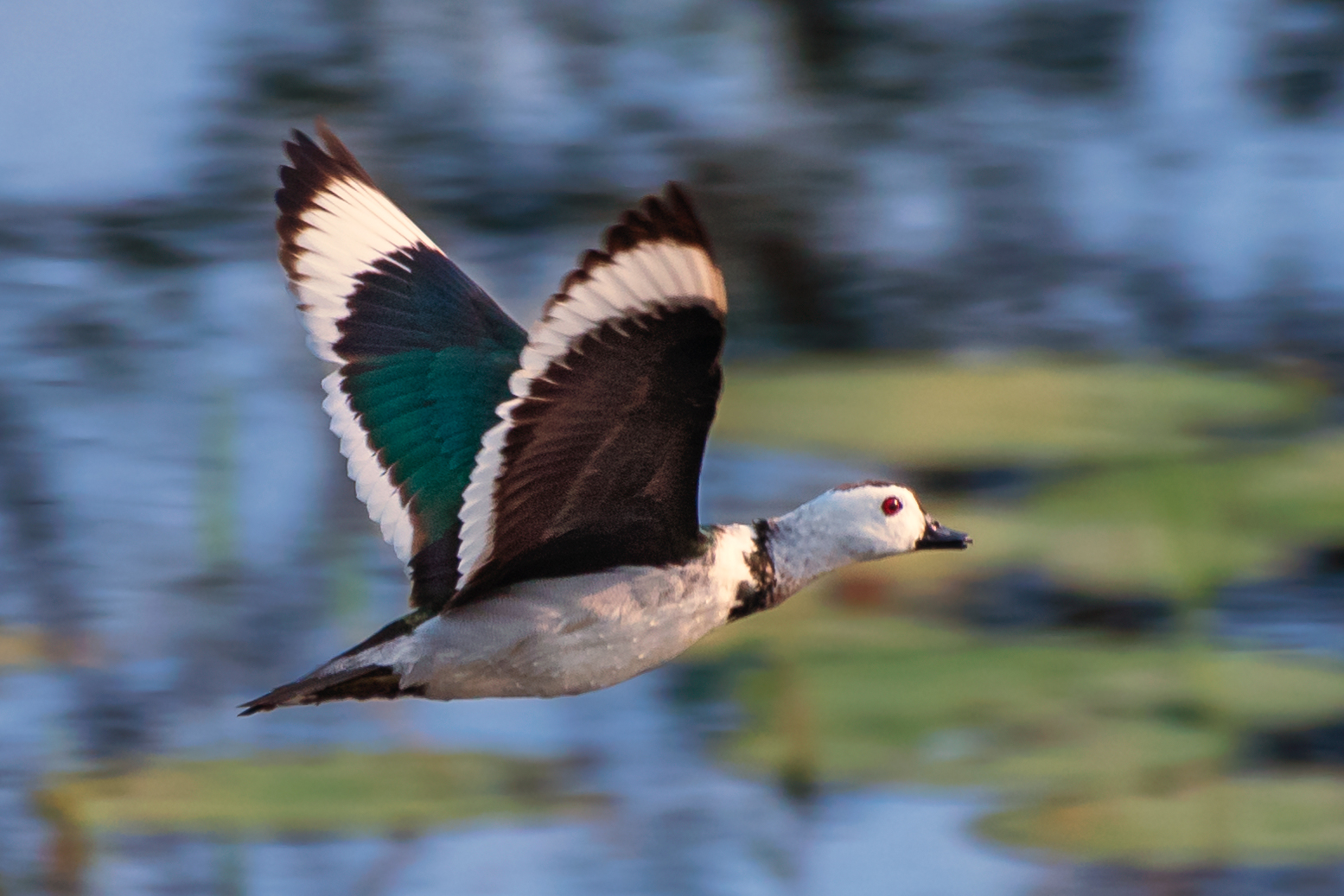
飛行中的雄性，黑色翅膀上的白色帶子很寬。上翼覆羽的綠色光澤非常獨特。

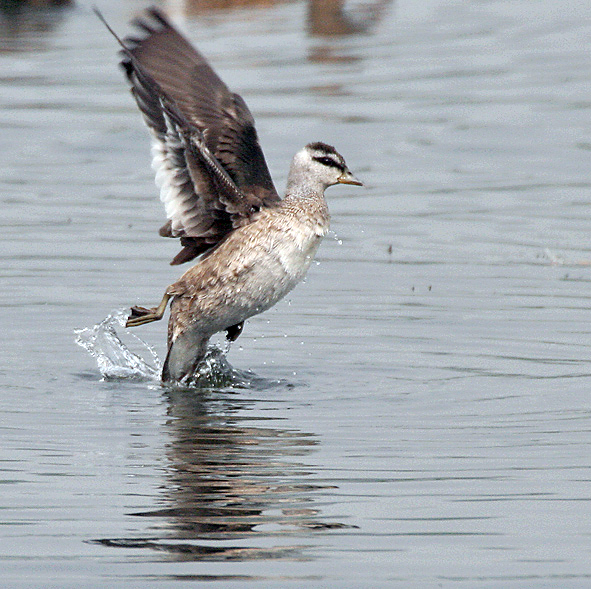
飛行中的雌鳥，白色後緣主要局限於次要飛羽

## 分布與棲地

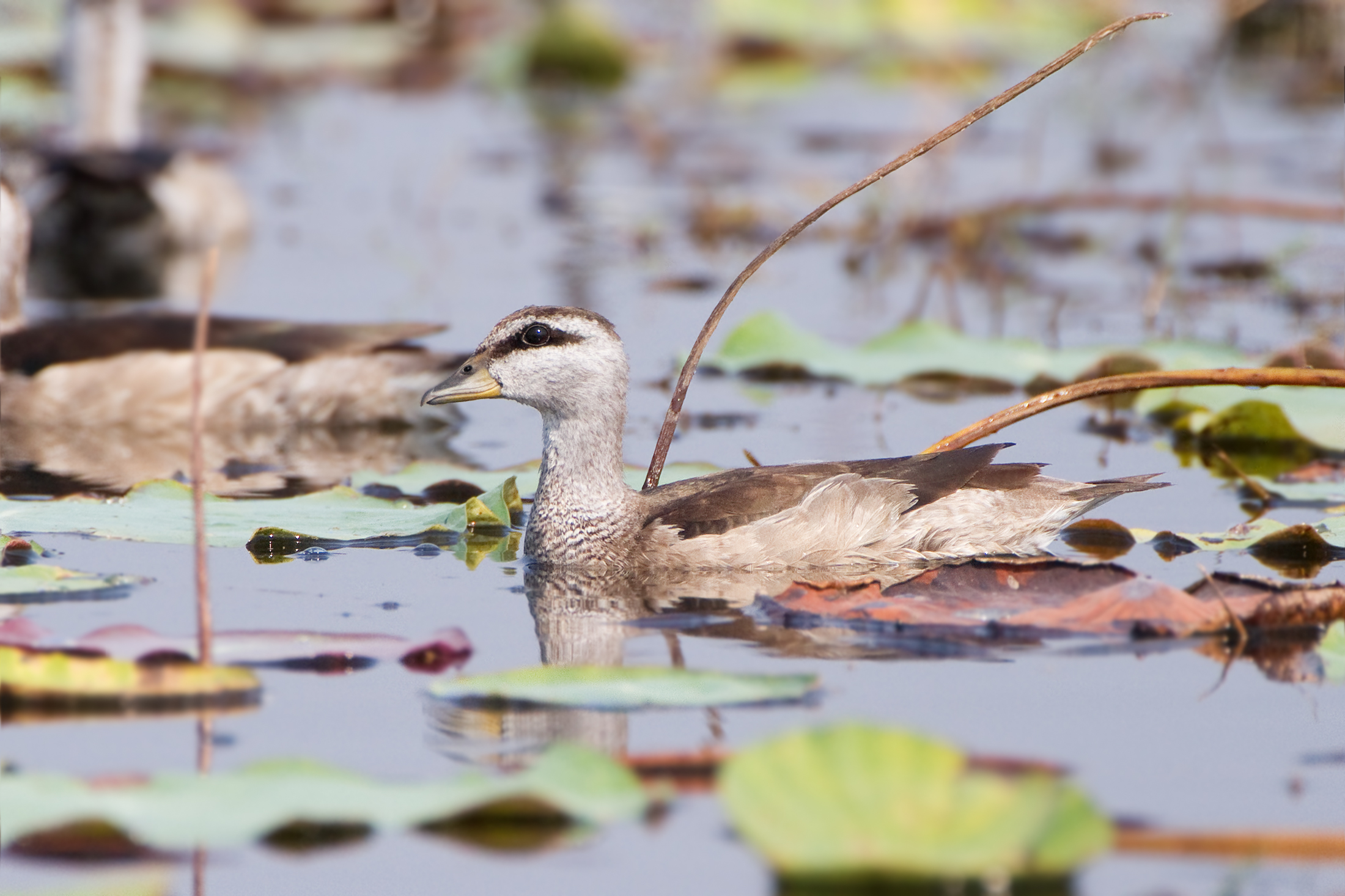
有深色眼紋的雌性，指名亞種（泰國）

此物種廣泛分布於亞洲，分布範圍延伸至澳大利亞。但在澳洲的數量則似乎在逐步下降。 牠們的族群會隨著降雨和水源的變化而遷移。在夏季時，一些族群會進一步擴散（例如在阿富汗僅季節性出現）。冬季的遷移範圍也很廣，有個體曾在遠至阿拉伯、和約旦的地區被發現，並且經常出現在馬爾地夫和安達曼群島等地區的島嶼上。棉鴨一般都不會遷徙，但在潮濕的季節會分散開來。生活在中國的棉鴨則會向南方遷徙。
牠們特別喜歡棲息於有水生植物的湖泊和池塘中，並在其中覓食。甚至在南亞的小村莊池塘中也能找到牠們的蹤跡。由於棉鴨較為溫馴，所以很多時都會生活在人類附近。在澳大利亞，牠們主要棲息於潟湖中。據說牠們會在樹上棲息。

## 行為與生態
多對鳥類可能會在單一水域附近一起覓食。冬季時會形成大型群體，在吉爾卡湖曾記錄到接近6000隻的群體。此物種主要在水面上覓食。胃部分析顯示牠們以小魚小䰾屬（Puntius）、鱯屬（Mystus）、青鱂屬（Oryzias）、軟體動物、甲殼類、昆蟲幼蟲以及來自於番薯屬（Ipomoea）、黑藻（Hydrilla）和川蔓藻屬（Ruppia）等植物的物質為食。牠們不會潛水或翻轉身體，並且能從水面上直接起飛，無需在水面上跑動或拍打。牠們飛行速度很快，經常低飛於水面，且敏捷得足以逃脫隼類的追捕。

### 繁殖
求偶行為大多未被記錄，但在交配後的展示行為中，雄性會弓起脖子，展示白色的頸羽和白色的翼斑。牠們在繁殖季節（主要在雨季，印度的六月至八月，澳大利亞的一月至三月）配對，並主要在自然的樹洞中築巢，如樹幹中。雄性會協助尋找巢穴，但據認為孵蛋工作僅由雌性完成，牠們每窩產下6到12顆象牙色的蛋。巢可能位於距地面五米高處，雛鳥會從巢中跳下，跟隨父母進入水中。曾記錄到較大的蛋巢，這可能是由於種內巢寄生所致。

## 捕食者與寄生蟲
已記錄到蟒蛇會捕食棉鴨。.在孟加拉國檢查的樣本血液中發現了旋瘧原蟲。已知有三種寄生性絛蟲Hymenolepis smythi、H. fista和Retinometra fista來自該物種的宿主。在昆士蘭，記錄到了一種吸蟲Cyclocoelum sp.作為寄生蟲。並描述了從一隻棉小雁中發現的Paramonostomum thapari。

## 文化中的棉鴨
在英屬印度時期，牠們經常被獵人以獵槍獵殺，雖然牠們並不被認為是特別美味的食物。蛋也被收集作為食物，且在19世紀的加爾各答鳥市中大量出售。巽德班的漁民會設置20英尺高的網，並將水上的鳥群驅趕向網子，然後驚嚇牠們，讓牠們飛進網中。據觀察，受傷的個體會潛入水中，僅露出頭部或喙。在緬甸，有記錄顯示牠們會在建築物內築巢。哈考特·巴特勒爵士曾在仰光的總督住所屋頂簷下68英尺（21米）處記錄到一個巢穴。 阿蘭·奧克塔維安·休姆曾提到，在加爾各答市場中出售的遷徙鴨類數量在十年間有所減少，但棉鴨的數量並未減少。他還提到牠們的溫順性，牠們會在距離村莊洗衣工人十碼內的水域中嬉戲，儘管洗衣工人正在大聲地敲打衣物。
棉鴨在僧伽羅語中被稱為或花小雁，這個名字可能是基於牠們顏色和蓮花覆蓋的池塘棲地而得來的。許多本地名稱（例如lerreget-perreget）是擬聲詞。歐洲人在孟買附近稱牠們為「棉小雁」，因為他們注意到這種鳥有很多白色羽毛。牠們會發出低沉的嘎嘎聲，有人認為這聲音像quacky duck, quacky duck或fixed bayonets（在英屬印度）。塞繆爾·蒂克爾曾記錄從辛格布姆聽到一個來自柯爾人的名字，叫做Merom-derebet，merom意指山羊，而這叫聲被形容為像山羊的咩咩叫聲。

## 外部連結
- BirdLife Species Factsheet （页面存档备份，存于）
- IUCN Red List[永久]